# Chante... au bord de La Fontaine
Albums de Anne Sylvestre
D'amour et de mots Les Arbres verts
Chante… au bord de La Fontaine est un album d'Anne Sylvestre paru chez EPM Musique.

## Historique
Sorti en 1997, c'est le dix-neuvième album d'Anne Sylvestre (hors albums pour enfants, concerts et compilations).
Les seize chansons de cet album s'inspirent de fables de Jean de La Fontaine, « à la demande du festival de Grignan, pour le tricentenaire de sa mort ».
La chanson Si ce n'est toi c'est donc ton frère a pour titre un vers de la fable Le Loup et l'Agneau. Le personnage principal est un « mouton noir et frisé » et la chanson dénonce les violences racistes. Elle a été reprise dans la compilation 40 ans de chansons.

## Titres
Toutes les chansons sont écrites et composées par Anne Sylvestre.
| No  | Titre                                                      | Durée      |
| --- | ---------------------------------------------------------- | ---------- |
| 1.  | Monsieur de La Fontaine                                    | 3 min 09 s |
| 2.  | Si ce n'est toi c'est donc ton frère (Le loup et l'agneau) | 1 min 52 s |
| 3.  | Qu'est-ce que c'est ce que ce bruit                        | 2 min 24 s |
| 4.  | D'amour tendre                                             | 2 min 20 s |
| 5.  | La Belle Minou                                             | 1 min 43 s |
| 6.  | Prudence                                                   | 1 min 18 s |
| 7.  | La Réponse de l'âne au lion (Le lion devenu vieux)         | 2 min 26 s |
| 8.  | Chauve qui peut                                            | 2 min 53 s |
| 9.  | La Louve et l'Afghane                                      | 3 min 05 s |
| 10. | L'Ingrate                                                  | 1 min 21 s |
| 11. | La Centenaire                                              | 2 min 50 s |
| 12. | Pourquoi le héron                                          | 2 min 21 s |
| 13. | Plaignez le pauvre lion                                    | 3 min 28 s |
| 14. | Patron                                                     | 1 min 54 s |
| 15. | Voleur mon beau voleur                                     | 3 min 29 s |
| 16. | La Poche du devant                                         | 2 min 18 s |

## Musiciens
- Direction musicale : François Rauber

## Production
- EPM Musique
- Distribution : Universal[3]